# GMC Vandura
GMC Vandura – samochód osobowo-dostawczy typu van klasy pełnowymiarowej produkowany pod amerykańską marką GMC w latach 1970 – 1995.

## Historia i opis modelu

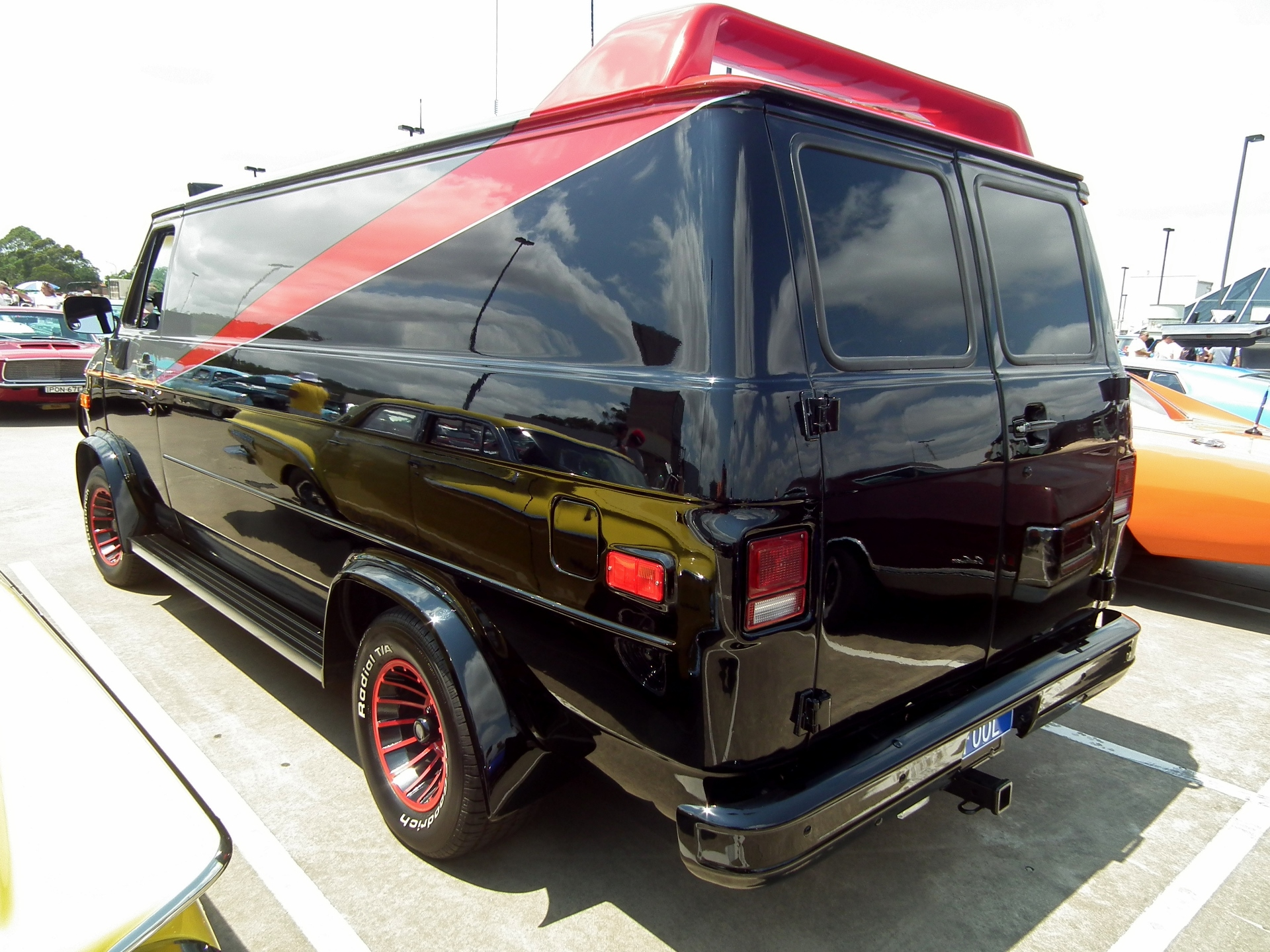
GMC Vandura - tył

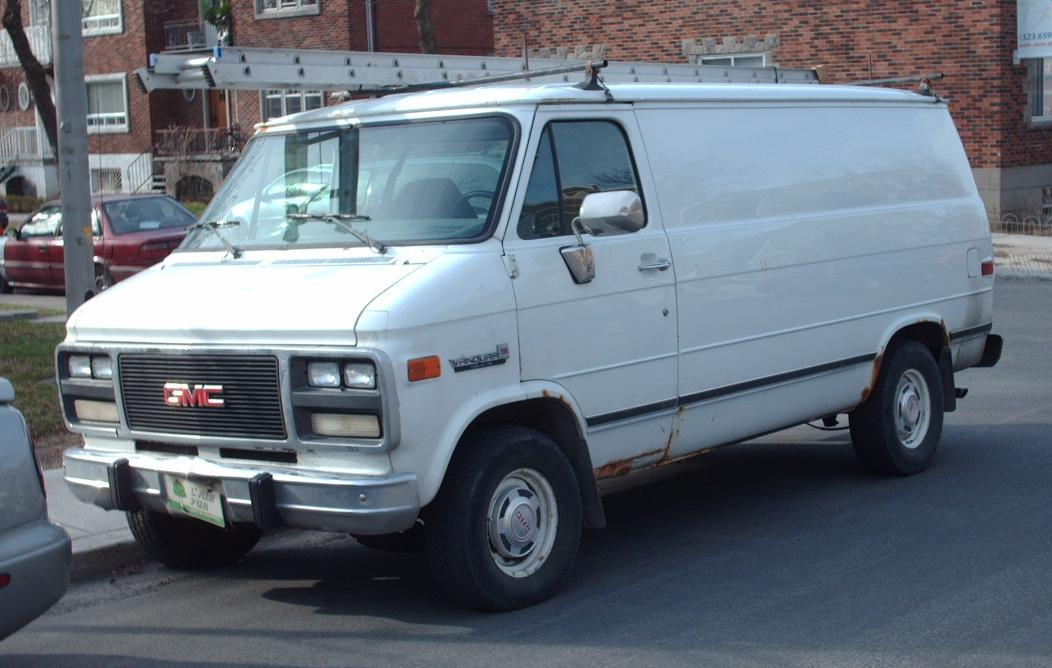
GMC Vandura po liftingu

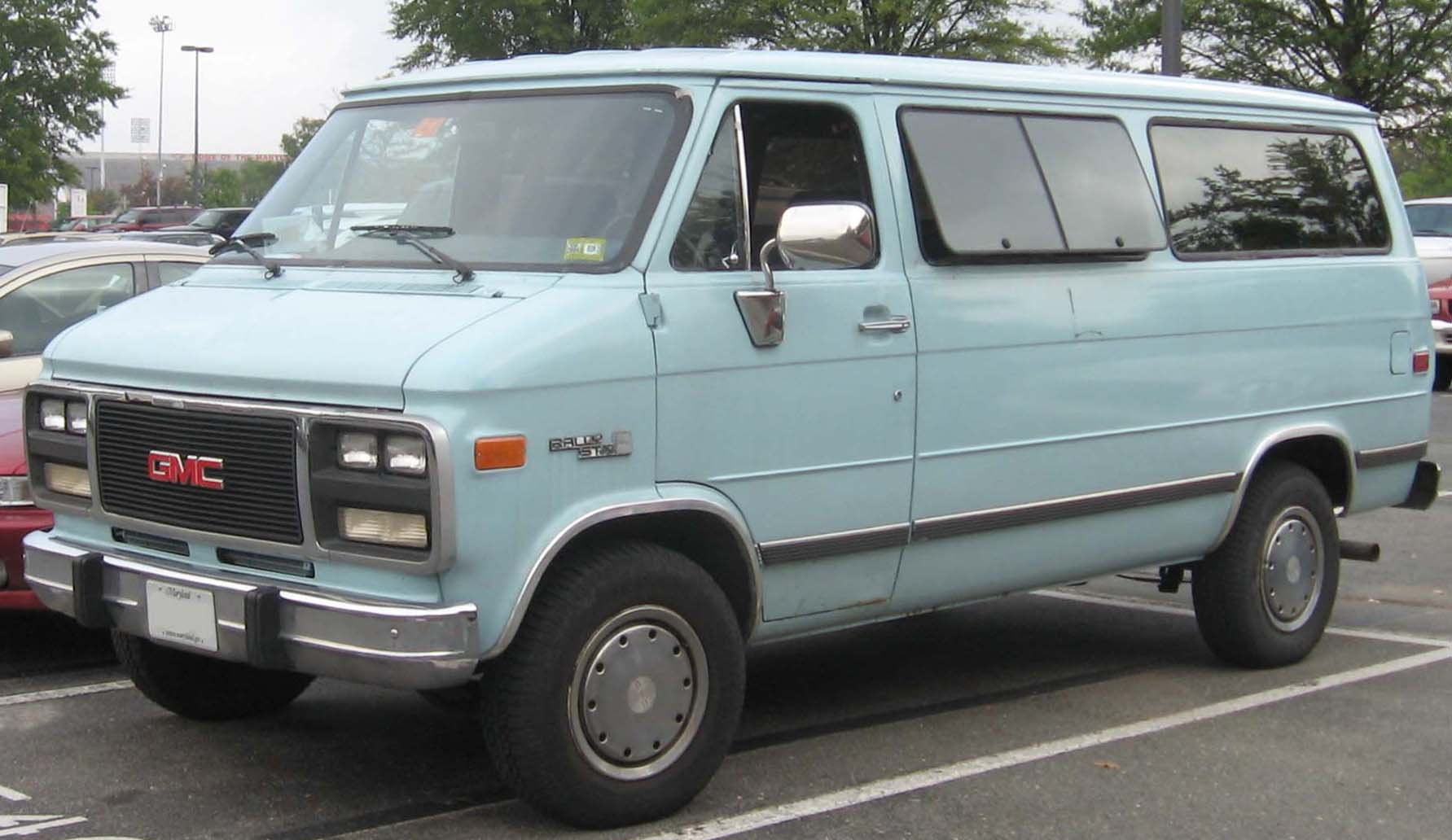
GMC Rally po liftingu

W 1970 roku koncern General Motors zaprezentował nową generację dużych samochodów dostawczych opracowanych pod markami Chevrolet oraz GMC. W ofercie tego drugiego producenta, GMC Vandura zastąpiło dotychczas oferowaną linię modelową Handi-Van, przechodząc wobec niego duży zakres modyfikacji wizualnych i konstrukcyjnych.
Tym razem samochód dostawczy GMC wyróżniał się wyraźnie większym, dwubryłowym nadwoziem z pochyle zaznaczoną przednią maską i silnikiem umieszczonym przed, a nie jak dotychczas - pod kabiną pasażerską. Większe nadwozie oferowało przestronniejszy przedział transportowy.

### Rally
Podobnie jak w przypadku poprzednika, GMC Vandura było oferowane także w wariancie osobowym. Odpowiednikiem dotychczasowego modelu Handi-Bus stał się model GMC Rally, który charakteryzował się wysoko poprowadzoną linią zaokrąglonych szyb.

### Lifting
W 1992 roku GMC Vandura i Rally przeszły obszerną restylizację nadwozia, w ramach której zmienił się kształt atrapy chłodnicy i reflektorów, nawiązując do m.in. modeli Yukon i Suburban. Produkcja zakończyła się 3 lata później na rzecz następcy - GMC Savana.

### Silniki
- L6 4.1l
- V6 4.3l
- V8 5.0l
- V8 5.7l
- V8 7.4l
- V8 6.2l Diesel
- V8 6.5l Diesel